# Indisk grästimalia
Indisk grästimalia (Graminicola bengalensis) är en asiatisk tätting som tidigare behandlades som en gräsfågel, men som efter genetiska studier visat sig tillhöra familjen marktimalior.

## Utseende
Indisk grästimalia är en 18 cm lång fågel med rätt bred och lång stjärt. Ovansidan är svart med rostfärgad och vitaktig streckning, undersidan vit med rostbeige på bröstsidor och flanker. Stjärten är svartaktig med vit spets.
Den är mycket lik kinesisk grästimalia, fram tills nyligen behandlad som underart till bengalensis. Denna har dock bredare och mer ockrafärgad streckning ovan, smalare ljus stjärtspets, längre näbb och mindre tydligt vitt ögonbrynsstreck.

## Utbredning och systematik
Indisk grästimalia förekommer från västra Nepal till norra Indien, Bangladesh och norra Myanmar. Den behandlas som monotypisk, det vill säga att den inte delas in i några underarter. Tidigare behandlades kinesisk grästimalia (G. striatus) som en underart till bengalensis och vissa gör det fortfarande, men forskning visar att de skiljer sig tillräckligt åt för att delas upp i två.

### Familjetillhörighet
Fram tills nyligen betraktades Graminicola helt okontroversiellt vara gräsfåglar, men DNA-studier visar att de hör hemma i familjen marktimalior.

## Levnadssätt
Indisk grästimalia hittas i högvuxna låglänta fuktiga gräsmarker, vassbälten och annan växtlighet intill sötvattensvåtmarker eller ut med flodbankar. Den verkar generellt undvika störda eller uppbrutna områden.
Arten håller sig nära marken i tät växtlighet och kan vara mycket svår att få syn på om den inte skräms upp. Då flyger den bara några meter för att försvinna igen. Födan består av insekter.

### Häckning
Indiska gräsfågeln häckar under monsunen i juli och augusti när gräsmarkerna är översvämmade, vilket kan förklara den bristfälliga informationen om dess häckningsbeteende. Det djupt skålformade boet av säv och andra växtfibrer fodras med fina gräsrötter och fästs vid tre vasstrån, inte olikt ett rörsångarbo. Däri lägger den fyra vita ägg med lila och bruna fläckar.

## Status och hot
Indisk grästimalia har en liten världspopulation på uppskattningsvis färre än 10 000 vuxna individer. Den minskar också i antal till följd av habitatförlust. Internationella naturvårdsunionen kategoriserar arten som nära hotad.